# LIDL (Kunst)
LIDL war ein neodadaistisches Aktionsprojekt der deutschen Künstler Jörg Immendorff und Chris Reinecke, bestehend aus mehreren Kunstaktionen zwischen 1968 und 1970. Reineckes Beitrag wurde in der Literatur lange verdrängt.
Mit den „LIDL“-Aktionen sollten alternative, künstlerische Konzepte einem Publikum außerhalb des gängigen Kunstbetriebes zugänglich gemacht werden. Künstlerische und politische Arbeit sollten nicht mehr getrennt voneinander betrachtet werden. Man setzte sich mit der Rolle des Künstlers und dem Verhältnis zwischen Kunst und politischer Handlung auseinander. Immendorff brachte dabei, beeinflusst durch seinen Lehrer Joseph Beuys, den expressiv-aktionistischen Impuls „LIDL“ ein.
Vorläufer der „LIDL“-Aktivitäten war der Aktionsabend „Frisches“, den Reinecke und Immendorff 1966 noch in ihrer Privatwohnung veranstalteten. An der Wand hing ein Lattengerüst, auf dem sieben Körperfragmente aufgehängt waren, die von den Besuchern beliebig zusammengestellt werden konnten. Heute prominente Künstler waren eingeladen: Joseph Beuys, Franz Erhard Walther, Nam June Paik und Charlotte Moorman. Hierbei ergaben sich erste Kontakte von Reinecke und Immendorff mit Fluxus. Bei dieser Aktion handelte es sich um ihre erste Arbeit mit dem Publikum: Der Betrachter wurde in die Aktion miteinbezogen.

## Aktionen
1968 sorgte Immendorff für Aufsehen, als er sich bei der ersten „LIDL“-Aktion einen schwarz-rot-goldenen Klotz ans Bein band und damit bis zum Einschreiten der Polizei vor dem damaligen Bundestagsgebäude auf und ab lief. Auf diesem Holzblock stand erstmals der Titel des neuen Projekts, „LIDL“, ein aus der Babysprache entnommenes Nonsens-Wort. Da Immendorff seine spielerische Protestaktion nicht unterband, musste er sich wegen „Verunglimpfung der Bundesrepublik Deutschland“ einem Verhör des Verfassungsschutzes stellen.
Kurz nach dieser Aktion im Frühjahr 1968 mieteten Immendorff und Reinecke, unter Mitarbeit und finanzieller Beteiligung von Hansjürgen Bulkowski und Wolfgang Feelisch, einen Raum in der Düsseldorfer Altstadt an. Dieser Raum, abseits der traditionellen Kunstinstitutionen und des Kunstmarktgeschehens, wurde zum Forum für die „LIDL“-Aktionen. Hier fanden politische Veranstaltungen, Filmvorführungen, Dichterlesungen und Kunstaktionen statt. „LIDL“ war auch ein Diskussionsbegriff. Die Kunst sollte sich an der Revolte der 68er-Generation beteiligen. „LIDL“ lief parallel zu den bekannten studentischen Revolten, die sich gegen die in ihren Augen starre Politik aussprachen und Bewegung in die konservative Nachkriegsatmosphäre bringen wollten.
Zahlreiche Kunstaktionen und Konstrukte wurden im „LIDL“-Raum geschaffen, und viele Künstler nahmen an „LIDL“ teil. 1968 entwarf Immendorff in minimalistischer Manier mit Kreide auf einer Tafel das Konzept für seine „LIDL“-Stadt: In Häuschen aus Holz und Packpapier, mit Stromversorgung und allem Drum und Dran, sollen zehn oder mehr Personen leben – eine experimentelle Papiersiedlung für die „LIDL“-Kommune.
Neben der „LIDL“-Stadt zählen „LIDL“-Sport und „LIDL“-Akademie zu den bekanntesten Aktionen, welche sich auf künstlerische Weise mit dem Leben, der Gesellschaft und der Politik auseinandersetzten. Die „LIDL“-Akademie wurde am 2. Dezember 1968 auf dem Flur der Kunstakademie Düsseldorf von Immendorff und 25 Gleichgesinnten ausgerufen, nachdem ein Streit über einen von zehn Professoren verfassten, offenen Brief vom 12. November 1968 ausgebrochen war, in dem diese ihrem Kollegen Beuys vorgeworfen hatten, er nutze die von ihm mitinitiierte  Deutsche Studentenpartei zur Einflussnahme auf den Lehrbetrieb der Akademie. Tatsächlich hatten Studenten begonnen, die Lehrräume für die Öffentlichkeit bedingungslos zu öffnen und den Unterricht ohne die Professoren zu gestalten, was Eduard Trier, den Direktor der Akademie, bewog, die Polizei zu rufen und die Akademie für fünf Tage schließen zu lassen.
Im Januar 1970, drei Tage nach Eröffnung des neu gebauten Düsseldorfer Schauspielhauses, stören Mitglieder der Lidl-Gruppe (u. a. Jörg Immendorff und Chris Reinecke) die öffentliche Generalprobe von Peter Weiss Stück "Trotzki im Exil", so dass die Veranstaltung nach einem ersten Akt abgebrochen wird. Während im Stück die Schreibstube Lenins von Dadaisten gestürmt wird, stürmen die Aktivisten die Bühne und verwandeln die Spielstätte in den Schauplatz eines postdadaistischen Happenings.
Die „LIDL“-Akademie war eine direkte Übernahme der Idee der Gegeninstitution, wie sie mit der Kritischen Universität bereits 1967 in Berlin verwirklicht worden war. Unter der Bezeichnung „Lidl-Akademie – Stützpunkt 1“ versuchte Immendorff noch, in Düsseldorf-Oberkassel eine private Malschule zu gründen, was jedoch nach vier Monaten endgültig scheiterte. Später bezeichnete Immendorff diese Initiative als Anbiederung an bürgerliche Vorstellungen und als Beispiel für die „Verkommenheit der Lidl-Idee“.
Das Projekt „LIDL“ bestand nur zwei Jahre. Nach Unstimmigkeiten und Meinungsverschiedenheiten innerhalb der Gruppe und im privaten Bereich Reineckes und Immendorffs löste sich „LIDL“ im Jahr 1970 endgültig auf.